# 原建国
原建国（1951年—），河南孟津人，汉族，中华人民共和国政治人物、第十一届全国人民代表大会河南地区代表。
毕业于北京大学光华管理学院工商管理专业，是中共党员。担任中国移动河南公司总经理。2008年起担任全国人大代表。